# Neophryxe psychidis
Neophryxe psychidis là một loài ruồi trong họ Tachinidae.